# Нікітченко Володимир Семенович
Володи́мир Семе́нович Нікі́тченко (рос. Владимир Семёнович Никитченко; 1908 — ?), радянський художник кіно, фахівець комбінованих зйомок, винахідник. Член Спілки кінематографістів СРСР (Московське відділення), Заслужений художник РРФСР (1969). Лауреат Сталінської премії другого ступеня (1949).

## Біографія
В. С. Нікітченко народився 2 (15) липня 1908 року. У кінематографі з 1928 року. Працював на кіностудіях «Межрабпомфильм», «Госкинопромгрузия», «Мосфільм». З 1938 року — на кіностудії "Союздетфильм".
Старший брат — Іван Семенович Нікітченко. Разом із ним розробив портативний верстат для дорисовки кадру, а також оригінальні методи комбінованих зйомок: метод «оптичних перекладок», що став основою однойменного короткометражного фільму 1946 року;
1956 року — метод «автоматичних перекладок» (фільм «Мамелюк» та ін.). Ці методи розширили та збагатили образотворчі можливості мистецтва кіно.

## Фільмографія
- 1931 — Сорок сердец (спільно з Іваном Нікітченком)
- 1932 — Горизонт (спільно з Іваном Нікітченком)
- 1934 — Карьера Рудди (спільно з Іваном Нікітченком)
- 1934 — Настенька Устинова (спільно з Іваном Нікітченком)
- 1938 — Руслан і Людмила (спільно з Андрієм Нікуліним[ru] і І. Меденом)
- 1939 — Василиса Прекрасна
- 1941 — Горбоконик
- 1942 — Принц і жебрак (спільно з Сергієм Козловським[ru] і Ш. Мирзояном)
- 1944 — Кощій Безсмертний
- 1946 — Оптические перекладки (спільно з Іваном Нікітченком)
- 1946 — Синегорія
- 1948 — Молода гвардія (спільно з Іваном Нікітченком)
- 1948 — Третій удар (спільно з Іваном Нікітченком)
- 1950 — Вогні Баку (спільно з Іваном Нікітченком)
- 1952 — Травнева ніч, або Утоплена
- 1953 — Повесть о нефтяниках Каспия (спільно з Іваном Нікітченком)
- 1953 — Випадок в тайзі (спільно з Арсенієм Клопотовським[ru])
- 1954 — Море студене
- 1955 — Дівчина-джигіт (спільно з Іваном Нікітченком)
- 1956 — Це починалось так... (спільно з Іваном Нікітченком)
- 1958 — Мамелюк (спільно з Іваном Нікітченком)
- 1958 — Людина з планети Земля
- 1959 — Марія-майстриня (спільно з Арсенієм Клопотовським[ru])
- 1961 — Вечори на хуторі біля Диканьки (спільно з Юрієм Лупандіним)
- 1963 — Їм підкоряється небо
- 1963 — Тропы Алтая
- 1964 — Звичайне диво
- 1964 — Перший сніг
- 1965 — Вірність матері
- 1971 — Тримайся за хмари

## Відзнаки
- Сталінська премія другого ступеня (1949) - за фільм "Третій удар" (1948)